# Дмитриев, Владимир Юрьевич
Владимир Юрьевич Дмитриев (18 января 1940, Москва — 7 июля 2013, там же) — советский и российский киновед-архивист, лауреат Государственной премии РФ (2006), первый заместитель генерального директора Госфильмофонда, создатель, вдохновитель и художественный руководитель фестиваля архивного кино «Белые Столбы». Заслуженный работник культуры Российской Федерации (1998).

## Биография
Родился 18 января 1940 года в Москве в семье театроведа Юрия Арсеньевича Дмитриева. В годы войны семья жила в эвакуации в Свердловске. Там в 1944 году маленький Володя посмотрел свой первый фильм — «Багдадский вор». Кроме того, отец часто водил его в театр.
В 1957 году поступил на киноведческий факультет Всесоюзного государственного института кинематографии (мастерская Нины Тумановой), который окончил в 1962 году. После учёбы направлен на работу младшим научным сотрудником Госфильмофонда СССР. С 1966 года работал начальником отдела научной обработки иностранного фильмофонда. В 1974 году вступил в КПСС.
В 1996 году назначен заместителем, а затем первым заместителем генерального директора Госфильмофонда России. Во многом благодаря ему Госфильмофонд стал одним из крупнейших киноархивов мира, коллекция которого насчитывает сегодня 65 000 названий. О принципах своей работы писал:

Опыт подсказывает, что нет ничего более опасного, чем руководствоваться при сборе коллекции вкусовыми пристрастиями, политической целесообразностью, коммерческим успехом и даже высокими художественными критериями. В мировом масштабе такой подход к делу привел к печальному результату: молодое искусство кино умудрилось за время своего существования утратить до 80 процентов всех немых лент и до 50-ти — картин производства до 1950 года. Чтобы избежать этого в будущем, хотя, к глубочайшему сожалению, и сейчас невозможно обойтись без потерь, и существуют синематеки, Госфильмофонд в том числе, которые взяли на себя миссию спасения и сохранения, прежде всего, национальных кинобогатств, тем более что, кроме них, заняться этим некому.
Выступал в печати по вопросам киноискусства с 1964 года. Автор статей в журналах «Советский экран», «Искусство кино», «Киноведческие записки», «Сеанс», «Кинопроцесс», в газетах «Культура», «Независимая газета» и др. Совместно с Валентином Михалковичем написал книги «Александр Форд» (1968), которая не вышла по цензурным соображениям, и «Анатомия мифа: Брижитт Бардо» (1975). В 1977 году за статью «Сентиментальное путешествие», послесловие к сценарию фильма «Бумажная луна», был удостоен приза Союза кинематографистов СССР. В течение нескольких десятилетий читал лекции о зарубежном киноискусстве (цикл «Мастера экрана» и др.) в кинотеатре Госфильмофонда «Иллюзион». Наум Клейман сказал о нём:

Он мало писал, будто намеренно ограничивал себя в этом, хотя обладал несомненным даром оратора, талантом замечательно осмыслять сказанное, думать во время речи. Неслучайно, его соавтор по знаменитой книге о Бардо Валентин Михалкович говорил: «Мы месим тесто, а Дмитриев поставляет нам муку». Он был концептуальным мыслителем, и это его качество, я думаю, нам ещё только предстоит оценить.
Снимался в фильмах «Скорбное бесчувствие» (1983) и «Долой коммерцию на любовном фронте, или Услуги по взаимности» (1988). Соавтор сценариев документальных фильмов «Земля обетованная. Возвращение» (2000), «Цветы времен оккупации» (2003), «Большие каникулы 30-х», «Сороковые» (2004) и др.
Умер 7 июля 2013 года в Москве. Похоронен на Востряковском кладбище.

## Награды
- Орден Дружбы (15 сентября 2003 года) — за многолетнюю плодотворную деятельность в области культуры и искусства[7].
- Заслуженный работник культуры Российской Федерации (9 июля 1998 года) — за заслуги в области культуры и многолетнюю плодотворную работу[8].
- Государственная премия Российской Федерации в области литературы и искусства (5 июня 2007 года) — за выдающийся вклад в сохранение и развитие отечественного и мирового киноискусства, воссоздание и пропаганду лучших образцов отечественного и мирового кинематографа[9].
- Благодарность Министра культуры Российской Федерации (10 сентября 2003 года) — за многолетний плодотворный труд в области кинематографии и в связи с 55-летием Госфильмофонда России[10].
- В апреле 2013 года получил премию Киноакадемии «Ника» «За вклад в кинематографические науки, критику и образование».